# Pompes funèbres de France
 (mars 2024).
 (mars 2024).
Il peut être nécessaire de l'améliorer pour respecter le principe de neutralité de point de vue. 

La société Pompes Funèbres De France, créée en 2016 et dont le siège social est établi à Boulogne-Billancourt, est un réseau national de franchise funéraire[source insuffisante],[source insuffisante] qui se développe sur l’ensemble du territoire français.

## Histoire
La marque Pompes Funèbres De France est née en 1985 à Avignon (Vaucluse) chez un entrepreneur funéraire local. A son départ à la retraite, il décide de vendre la marque.
Le 23 mars 2016, la marque est rachetée par Sandrine Thiéfine, ancienne présidente et actionnaire du groupe funéraire Roc-Eclerc qui dispose alors d’une expérience de plus de 30 ans dans le secteur funéraire et 15 ans dans le domaine de la franchise,. Elle crée par la suite la société Pompes Funèbres De France et en devient actionnaire majoritaire. Le reste des parts sociales est partagé entre Gilles Delamarre, directeur financier, ainsi qu’une relation proche.
Après 6 mois de travaux de fondation du réseau, entre mars 2016 et septembre 2016, le développement en franchise démarre sur l’ensemble du territoire français.
Fin 2019, une augmentation de capital est réalisée avec l’entrée du fonds d’investissement Altur Investissement,. La présidence de la société Pompes Funèbres De France est gardée par Sandrine Thiéfine en sa qualité d’actionnaire et de mandataire social.
En parallèle, la société Groupe Métropole Funéraire (GMF) est créée afin de regrouper ses agences intégrées en commençant par l’acquisition d’un franchisé situé à Boulogne-Billancourt, Paris 16e[source insuffisante],[source insuffisante]    et Paris 13e[source insuffisante]. En 2021, une deuxième acquisition est réalisée par la reprise de deux agences Pompes Funèbres De France situées à Paris 10e et Paris 19e[source insuffisante]. En parallèle, une nouvelle agence intégrée ouvre ses portes en avril 2021 à Levallois-Perret. En décembre 2022, une 7e agence intégrée est ouverte à Rueil-Malmaison[source insuffisante]. En 2023, deux nouvelles agences intégrées ouvrent à Paris 17e et à Créteil dans le Val-de-Marne.
En 2020, la crise de la Covid-19 opère des changements dans le métier des pompes funèbres, accélérant le développement de la digitalisation. Ainsi, certaines agences mettent en place un système de retransmission vidéo permettant aux proches d’assister aux cérémonies,.
En août 2022, le réseau Pompes Funèbres De France se développe à l’international et plus particulièrement sur le continent africain avec la signature d’un contrat de master franchise avec la société funéraire Fune Info. La première agence Pompes Funèbres De France en Côte d’Ivoire à Abidjan ouvre ses portes en mai 2023. Cette première agence est inaugurée le 9 mai 2023 en présence de Sandrine Thiéfine (PDG) et Gilles Delamarre. Pompes Funèbres de France prévoit d’ouvrir 5 agences en Afrique francophone avec la même société master franchisé.

## Investissement
En 2019, le groupe ouvre son capital au fonds d’investissement Altur Investissement présidé par François Lombard (ex-Turenne Capital). Les dirigeants restent actionnaires du réseau de franchises.

## Direction
Sandrine Thiéfine est présidente et associée de Pompes Funèbres De France. En 2014, elle est décorée au grade de chevalier de la Légion d’Honneur par le ministère de l’Economie et des Finances,.

## Prise de position
En 2018, Sandrine Thiéfine publie une tribune sur la place des femmes dans le milieu du funéraire, qui ne s’est féminisé qu’à partir des années 2000[source insuffisante]. Aujourd’hui, les femmes occupent tous les postes : maître de cérémonie, thanatopractrice, conseillère funéraire, directrice d’agence[source insuffisante].
En 2020, pendant la crise de la Covid-19, Sandrine Thiéfine constate que des tarifs élevés sont appliqués par la morgue provisoire installée au marché de Rungis,,. Afin de défendre l’intérêt des familles, elle intervient sur le plateau de BFM TV afin d’interpeler la préfecture de police de Paris pour que l’État prenne en charge les frais liés au dépositoire temporaire des cercueils. Cette annonce fait réagir la classe politique, les médias et les professionnels. Grâce à son intervention, les familles ne sont plus facturées pour leur recueillement auprès des défunts.